# كروتون أريجي
كروتون أريجي (الاسم العلمي:Croton fragrans) هو نوع من النباتات يتبع جنس الكروتون من الفصيلة الفربيونية.